# Eaton J. Bowers

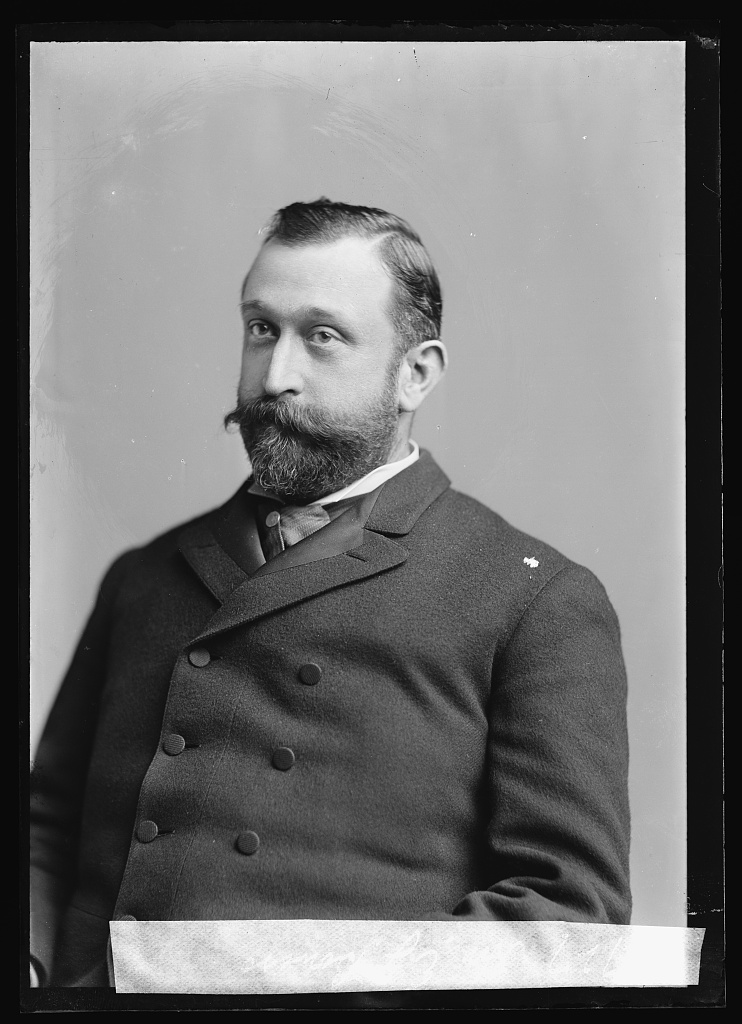
Eaton J. Bowers

Eaton Jackson Bowers (* 17. Juni 1865 in Canton, Madison County, Mississippi; † 26. Oktober 1939 in New Orleans, Louisiana) war ein US-amerikanischer Politiker. Zwischen 1903 und 1911 vertrat er den sechsten Wahlbezirk des Bundesstaates Mississippi im US-Repräsentantenhaus.

## Werdegang
Eaton Bowers besuchte die Schulen seiner Heimat und danach das Mississippi Military Institute in Pass Christian. Nach einem Jurastudium und seiner 1883 erfolgten Zulassung als Rechtsanwalt begann er zunächst in Canton und nach einem Umzug im Jahr 1884 in Bay St. Louis in diesem Beruf zu praktizieren. In seiner neuen Heimatstadt stieg Bowers auch in das Zeitungsgeschäft ein, das er aber 1890 wieder aufgab.
Bowers war Mitglied der Demokratischen Partei. Zwischen 1886 und 1900 gehörte er deren Vorstand in Mississippi an. In den Jahren 1900 und 1916 war er Delegierter zu den jeweiligen Democratic National Conventions. 1896 war er Mitglied im Senat von Mississippi und im Jahr 1900 wurde er Abgeordneter im Repräsentantenhaus des Staates. 1902 wurde Bowers im sechsten Distrikt von Mississippi in das US-Repräsentantenhaus in Washington gewählt, wo er am 4. März 1903 die Nachfolge von Charles E. Hooker antrat. Nach drei Wiederwahlen konnte er bis zum 3. März 1911 insgesamt vier Legislaturperioden im Kongress absolvieren.
Für die Wahlen des Jahres 1910 verzichtete Bowers auf eine weitere Kandidatur. Er arbeitete zunächst wieder als Rechtsanwalt in Bay St. Louis und setzte diese Tätigkeit nach einem Umzug in New Orleans fort. Dort ist er im Jahr 1939 auch verstorben.